# Schönau (Renania-Palatinato)
Schönau (chiamato anche Schönau in der Pfalz; ufficialmente Schönau (Pfalz) o Schönau/Pfalz) è un comune di 437 abitanti della Renania-Palatinato, in Germania.
Appartiene al circondario (Landkreis) del Palatinato sudoccidentale (targa PS) ed è parte della comunità amministrativa (Verbandsgemeinde) di Dahner Felsenland.